# Liamoo
Per Liam Pablito Cacatian Thomassen (ursprungligen Larsson), känd under artistnamnet Liamoo, född 10 september 1997 i Essunga församling, Skaraborgs län, är en svensk rappare och sångare
 som fick sitt genombrott genom att vinna TV4:s talangtävling Idol 2016.
Han tävlade i Melodifestivalen 2018 i den andra deltävlingen, som var i Göteborg, med låten "Last Breath" där han tog sig direkt till final. I finalen slutade låten på en sjätteplats.
Han är även modell hos Le Management.
Liamoo deltog också i Melodifestivalen 2019 med låten "Hold You", som han framförde tillsammans med Hanna Ferm, i den andra deltävlingen i Malmö den 9 februari 2019, där de tog sig till final och slutade på en tredjeplats. Liamoo deltog vidare i Melodifestivalen 2022 i deltävling 2 där han framförde låten "Bluffin", som gick vidare direkt till final. Liamoo deltar även i Melodifestivalen 2024, denna gång med låten "Dragon", som tillsammans med ukrainskan Maria Sur, tog sig direkt vidare till final.
Liamoo har två döttrar, födda 2021 respektive 2024, tillsammans med sambon Caroline Omarein.

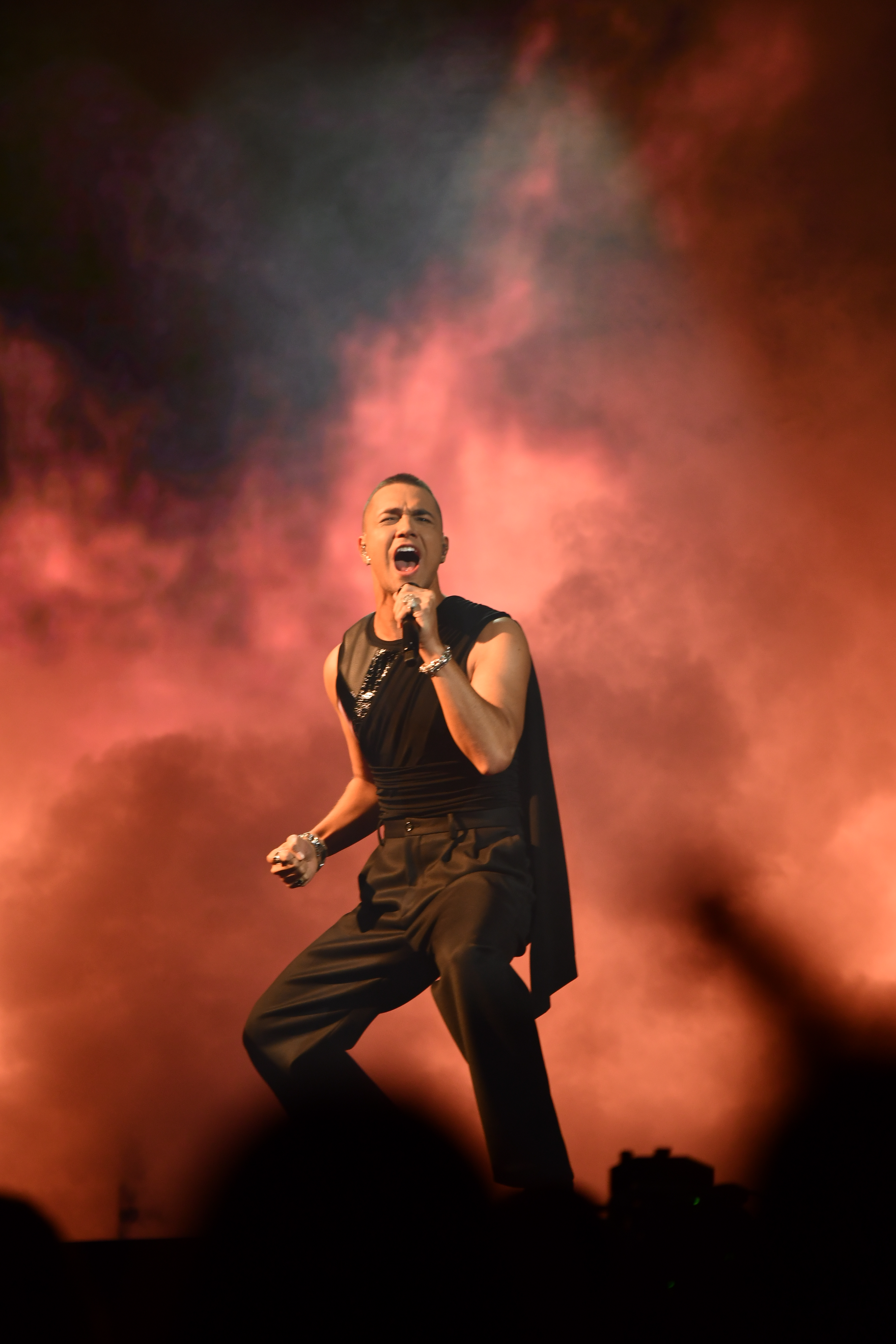
Liamoo på scen vid Melodifestivalen (deltävling 2), den 9 februari 2024.

## Diskografi

### Singlar
- 2013 – "Guldiga dagar"
- 2016 – "Beautiful Silence"
- 2016 – "Playing with Fire"  (Universal Music)
- 2016 – "Playing with Fire (acoustic)"  (Universal Music)
- 2017 – "Burn"  (Universal Music)
- 2017 – "Burn (Steerner remix)" (Universal Music), tillsammans med Steerner
- 2017 – "It ain’t easy" (Universal Music)
- 2018 – "Last Breath" (Universal Music) (Melodifestivalen 2018)
- 2018 – "Last Breath (Liamoo remix)" (Universal Music)
- 2018 – "Journey" (Universal Music)
- 2018 – "Forever Young" (Mashup), tillsammans med John de Sohn
- 2019 – "Hold You" (Universal Music), tillsammans med Hanna Ferm) (Melodifestivalen 2019)
- 2019 – "Broken Hearted" (Universal Music), tillsammans med Steerner och Hechmann
- 2019 – "Thinking About You" (Universal Music)
- 2019 – "Issues" (Universal Music)
- 2020 – "Got Damn! (W.O.M.A.N)" (Mashup), tillsammans med John de Sohn
- 2020 – "Walk on Water" (Spaceship Studios)
- 2021 – "Lonely" (Giant Records)
- 2021 – "Dark" (Giant Records)
- 2021 – "Make a Wish" (Giant Records), tillsammans med Klara Hammarström.
- 2022 – "Guld, svett & tårar (Sveriges officiella OS-låt Peking 2022) (Giant Records), tillsammans med Klara Hammarström
- 2022 – "Bluffin" (Giant Records) (Melodifestivalen 2022)
- 2022 – "Never Lie To You" (Giant Records)

## Kompositioner

### Melodifestivalen
- 2018 – Last Breath med sig själv (skriven tillsammans med Lene Dissing, Morten Thorhauge och Peter Bjørnskov).
- 2019 – Hold You med sig själv och Hanna Ferm (skriven tillsammans med Hanna Ferm, Jimmy Jansson och Fredrik Sonefors).
- 2023 – Royals med Paul Rey (skriven tillsammans med Dino Medanhodzic, Paul Rey och Jimmy Thörnfeldt).
- 2024 – Dragon med sig själv (skriven tillsammans med Anderz Wrethov, Jimmy Thörnfeldt och Julie Aagaard)